# Gmina Trzebiel
Die Gmina Trzebiel [ˈtʂɛbjɛl] ist eine Landgemeinde im Powiat Żarski der Woiwodschaft Lebus in Polen mit rund 5750 Einwohnern. Ihr Sitz ist das gleichnamige Dorf (deutsch Triebel, sorbisch Trjebule) mit etwa 1350 Einwohnern.

## Geographie
Die Gemeinde liegt in der Euroregion Neiße und gehört überwiegend zum polnischen Teil der Niederlausitz. Ihre Erhebungen sind das Ende des Muskauer Faltenbogens.
Die Europastraße 36 (Berlin–Cottbus–Breslau) führt durch den Norden der Gemeinde.

## Geschichte
Im Jahr 1945 verlor Trzebiel die Stadtrechte.

## Gliederung
Die Landgemeinde Trzebiel besteht aus 27 Dörfern mit Schulzenämtern: Bronowice (Braunsdorf), Buczyny (Buckoka, 1937–1945  Buchenberge), Bukowina (Buchholz), Chudzowice (Bernsdorf), Chwaliszowice (Quolsdorf b. Tschöpeln), Czaple (Tschöpeln, 1936–1945 Töpferstedt), Dębinka (Tzschecheln, 1937–1945  Eichenrode), Gniewoszyce (Gebersdorf), Jasionów (Jeßmenau), Jędrzychowice (Groß Hennersdorf), Jędrzychowiczki (Klein Hennersdorf), Kałki (Kalke), Kamienica nad Nysą Łużycką (Kemnitz), Karsówka (Mühlbach), Królów (Krohle), Łuków (Bogendorf), Marcinów (Merzdorf b. Priebus), Mieszków (Beinsdorf), Niwica (Zibelle), Nowe Czaple (Neu Tschöpeln, 1936–1945 Birkenstedt), Olszyna (Erlenholz), Przewoźniki (Hermsdorf b. Priebus), Pustków (Gut Tschöpeln), Rytwiny (Rinkendorf), Siedlec (Zelz), Siemiradz (Neudorf), Stare Czaple (Alt Tschöpeln, 1936–1945 Lindenhain), Strzeszowice (Tzschacksdorf), Trzebiel (Triebel), Wierzbięcin (Kochsdorf), Włostowice (Roßnitz), Żarki Małe (Klein Särchen) und Żarki Wielkie (Groß Särchen).
Ein weiterer Ort ist Bogaczów (Reichersdorf).

## Sehenswürdigkeiten
- Stadtschloss, Reste der Stadtmauer und Kirche in Trzebiel
- Niedersorbisches Freilichtmuseum in Buczyny (Buckoka)

## Persönlichkeiten
- Georg von Schoenaich (1557–1619), Humanist und kaiserlicher Kanzler; geboren in Tzschecheln
- Eduard Clemens Fechner (1799–1861), Maler und Graphiker; geboren in Groß Särchen
- Gustav Theodor Fechner (1801–1887), Physiker und Philosoph; geboren in Groß Särchen
- Walther Nernst (1864–1941), Physikochemiker und Nobelpreisträger; gestorben auf Gut Ober-Zibelle
- Hans-Joachim Rechenberg (1910–1977), pronationalsozialistischer Journalist; geboren in Kemnitz
- Horst Stechbarth (1925–2016), General der Nationalen Volksarmee; geboren in Tzschecheln.